# Steven Gardiner
Steven Gardiner, född den 12 september 1995, är en bahamansk friidrottare (kortdistanslöpare).

## Karriär
Gardiner tog OS-brons på 4 x 400 meter stafett i samband med de olympiska friidrottstävlingarna 2016 i Rio de Janeiro. Vid Världsmästerskapen i friidrott 2019 tog han guld på 400 meter.
Vid olympiska sommarspelen 2020 i Tokyo tog han guld på 400 meter efter ett lopp på 43,85 sekunder.